# Namidairo
〈Namidairo〉(나미다이로)는 일본의 싱어송라이터 YUI가 2008년 2월 27일에 스튜디오세븐 레코딩에서 발매한 11번째 싱글이다. Namidairo는 일본어 涙色(ナミダイロ)에서 따온 말로, '눈물 색'이라는 뜻이다. YUI는 모든 곡과 모든 음반에 영어만으로 제목을 붙이는 것을 고집했으나, 이 싱글과 그 타이틀곡에서만은 일본어 로마자 표기법으로 제목을 붙여서 예외적인 싱글이 되었다.

## 수록곡
1. Namidairo
2. I wanna be...
3. LOVE & TRUTH 〜YUI Acoustic Version〜
4. Namidairo 〜Instrumental〜

## 한정반 DVD
〈Namidairo〉 초회한정반 DVD에는 다음 영상이 삽입되어 있다.
1. Namidairo: Music Video
2. Umbrella Live: Thank You My Teens DVD